# Cotriguaçu
Cotriguaçu, amtlich portugiesisch Município de Cotriguaçu, ist eine kleine Stadt mit großem Gemeindegebiet im Norden des brasilianischen Bundesstaats Mato Grosso. Die Bevölkerungszahl wurde zum 1. Juli 2019 auf 19.750 Einwohner geschätzt, die Cotriguaçuenser (cotriguaçuenses) genannt werden und auf einer Gemeindefläche von rund 9421 km² leben. Rechnerisch ergibt sich eine Bevölkerungsdichte von 1,6 Einwohnern pro km². Statistisch steht sie an 48. Stelle der 141 Munizips des Bundesstaates. Sie liegt 950 km von der Hauptstadt Cuiabá entfernt.

## Geographie
Umliegende Gemeinden in der Region Mittelwesten sind Juruena, Colniza, Nova Bandeirantes.
Das Biom ist der Amazonas-Regenwald (Amazônia), das Klima ist tropisch. Die Gemeinde hält große Anteile am Staatspark Igarapés do Juruena und am Nationalpark Juruena. Östlich wird die Gemeinde vom Rio Juruena begrenzt. An diesem liegt auch das indigene Schutzgebiet Terra Indígena Escondido von 169.649 Hektar, das von Rikbaktsas bewohnt wird.

## Bevölkerungsentwicklung
| Jahr | Einwohner | Stadt | Land  |
| --- | --------- | ----- | ----- |
| 1991 | 2.920     | 511   | 2.409 |
| 2000 | 9.107     | 3.707 | 5.400 |
| 2010 | 14.983    | 5.132 | 9.851 |
| 2019 | 19.750    | ?     | ?     |
| Hier fehlt eine Grafik, die leider im Moment aus technischen Gründen nicht angezeigt werden kann. Wir arbeiten daran! |           |       |       |

Quelle:
Teilweise wird der Dialekt Serra amazônica gesprochen.

## Ethnische Zusammensetzung
Ethnische Gruppen nach der statistischen Einteilung des IBGE (Stand 2000 mit 8474 Einwohnern (Angaben des IBGE schwanken zwischen 8474 und 9107), Stand 2010 mit 14.983 Einwohnern): Von diesen lebten 2010 5132 Einwohner im städtischen Bereich und 9851 im ländlichen Raum und Regenwaldgebiet.
| Gruppe      | Anteil 2000     | Anteil 2010       | Anmerkung                        |
| ----------- | --------------- | ----------------- | -------------------------------- |
| Brancos     | 5.633 (66,47 %) | ▲ 6.062 (40,46 %) | Weiße, Nachfahren von Europäern  |
| Pardos      | 2.316 (27,33 %) | ▲ 8.407 (56,11 %) | Mischrassige, Mulatten, Mestizen |
| Pretos      | 333 (3,93 %)    | ▲ 441 (2,95 %)    | Schwarze                         |
| Amarelos    | 10 (0,12 %)     | ▲ 24 (0,16 %)     | Asiaten                          |
| Indígenas   | 58 (0,69 %)     | ▼ 48 (0,32 %)     | indigene Bevölkerung             |
| ohne Angabe | 124             | –                 |                                  |

Quelle: SIDRA-Datenbankabfrage